# Frank Sherwood Rowland

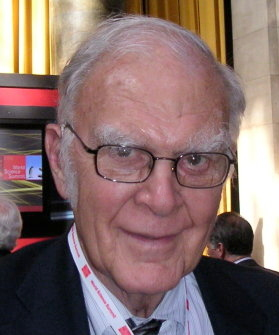
Frank Sherwood Rowland (2008)

Frank Sherwood Rowland, genannt Sherwood Rowland, (* 28. Juni 1927 in Delaware, Ohio; † 10. März 2012 in Newport Beach, Kalifornien) war ein US-amerikanischer Chemiker und Nobelpreisträger für Chemie, der unter anderem die Ozonschicht und deren Zerstörung erforschte.

## Leben
Frank Sherwood Rowland war der zweite von drei Söhnen eines Mathematikprofessors an der Ohio Wesleyan University in Delaware (Ohio). Im Alter von fünf Jahren wurde er eingeschult, die vierte Klasse übersprang er. Mit 12 Jahren konnte er die Highschool-Ausbildung beginnen, die er 1943, kurz vor dem 16. Geburtstag, abschloss. Für den Militärdienst war er noch zu jung, daher begann er ein Studium an der Ohio Wesleyan University. Erst im Jahre 1945 wurde er in die U.S. Navy eingezogen, nahm aber an den Kampfhandlungen des Zweiten Weltkriegs nicht mehr teil. Nach 14 Monaten wurde er aus der Navy entlassen und setzte sein Studium mit den Schwerpunkten Chemie, Physik und Mathematik an der Ohio Wesleyan University fort. Das Studium schloss er 1948 mit dem Bachelor ab. Im Herbst 1948 begann Rowland ein Master-Studium an der Fakultät für Chemie der University of Chicago. Als Mentor wurde ihm Willard Libby zugewiesen, dessen Arbeitsgruppe er sich anschloss. Im Jahre 1951 erhielt er den Master-Titel, im August 1952 promovierte er bei Libby über die Chemie von im Zyklotron erzeugten radioaktiven Bromatomen.
Im Juni 1952 heiratete er Joan Lundberg, die ebenfalls Absolventin der Universität Chicago war. Das Paar zog nach Kalifornien, wo Rowland eine Stelle als Dozent bei der Fakultät für Chemie antrat. 1953 wurde eine Tochter geboren, 1955 ein Sohn.
Während der Sommer 1953 bis 1955 arbeitete Rowland im Brookhaven National Laboratory, wo er ein Verfahren zur Herstellung von Tritium-markierter Glucose entwickelte. 1956 trat er eine Stelle als Assistenz-Professor an der University of Kansas an, seine Arbeitsgruppe beschäftigte sich auch hier mit der Chemie des Tritiums. Im Lauf der acht Jahre in Kansas erhielt er dort eine Professorenstelle. Im August 1964 wurde Rowland zum Professor an der sich in Gründung befindenden University of California, Irvine sowie zum Dekan der Fakultät für Chemie ernannt. Die Funktion des Dekans hat er bis zum Jahr 1970 ausgeübt. In Irvine forschte er weiter im Bereich der Photochemie mit radioaktiven Tritium- und 14C-Tracern. Später befasste er sich auch mit der Chemie von Chlor und Fluor, wobei die radioaktiven Isotope 38Cl and 18F zum Einsatz kamen.
Im Januar 1972 hörte er einen Vortrag von James Lovelock über Messungen des Spurengases Trichlorfluormethan im Rahmen einer Antarktis-Expedition. Rowland begann sich von 1973 an immer mehr der Atmosphärenchemie zuzuwenden. Im Jahre 1973 schloss sich Mario J. Molina als Post-Doktorand Rowlands Arbeitsgruppe an. Rowland und er befassten sich mit dem Abbau von Fluorkohlenwasserstoffen in der Atmosphäre. Im Juni 1974 erschien ein Artikel von Molina und Rowland in der Zeitschrift Nature, worin sie erstmals auf den durch Fluorchlorkohlenwasserstoffe katalysierten Abbau der Ozonschicht hinwiesen. Das dadurch verursachte Ozonloch über der Antarktis wurde 1985 erstmals nachgewiesen. Die ozonschädigenden FCKW wurden im Rahmen des 1987 vereinbarten Montreal-Protokolls verboten.
Frank Sherwood Rowland litt im Alter an der Parkinson-Krankheit, an deren Folgen er im Alter von 84 Jahren starb.

## Auszeichnungen
- 1977: Wahl zum Mitglied der American Academy of Arts and Sciences
- 1978: Wahl zum Mitglied der National Academy of Sciences
- 1979: Leo Szilard Award
- 1989: Japan-Preis
- 1990: Dickson Prize in Science
- 1991: Fellow der American Physical Society
- 1994: Albert Einstein World Award of Science sowie die Roger Revelle Medal
- 1995: Nobelpreis für Chemie zusammen mit Mario J. Molina und Paul J. Crutzen als Pionier der Ozonloch-Forschung
- 1995: Wahl zum Mitglied der American Philosophical Society
- 2000: Benennung eines Asteroiden nach ihm: (9681) Sherwoodrowland
- 2004: Wahl zum auswärtigen Mitglied der Royal Society
- 2008: Namensgeber für den Mount Rowland in der Antarktis